# Daisy Ridley
Daisy Ridley (Ciutat de Westminster, 10 d'abril de 1992) és una actriu de cinema, teatre i televisió anglesa. El 29 d'abril de 2014 va confirmar la seva participació en Star Wars episodi VII: El despertar de la força, interpretant al personatge Rey.

## Filmografia

### Pel·lícules
| Any  | Títol                                           | Paper                   | Notes                                     |
| ---- | ----------------------------------------------- | ----------------------- | ----------------------------------------- |
| 2014 | The Inbetweeners 2                              | Alicia                  | Escenes eliminades                        |
| 2015 | Scrawl                                          | Hannah                  |                                           |
| 2015 | Star Wars episodi VII: El despertar de la força | Rey                     |                                           |
| 2016 | Only Yesterday                                  | Taeko Okajima (veu)     | Doblatge en anglès                        |
| 2016 | The Eagle Huntress                              | Narradora               | Veu Documentalista i productora executiva |
| 2017 | Murder on the Orient Express                    | Mary Debenham           |                                           |
| 2017 | Star Wars episodi VIII: Els últims Jedi         | Rey                     |                                           |
| 2018 | Ophelia                                         | Ofèlia                  |                                           |
| 2018 | Peter Rabbit                                    | Cottontail Rabbit (veu) | Doblatge en anglès                        |
| 2019 | Star Wars episodi IX: L'ascens de Skywalker     | Rey                     |                                           |
| 2020 | Asteroid Hunters                                | Narradora               | Veu Documentalista                        |
| 2021 | Chaos Walking                                   | Viola Eade              |                                           |

### Televisió
| Any       | Títol                       | Paper            | Notes                                       |
| --------- | --------------------------- | ---------------- | ------------------------------------------- |
| 2013      | Casualty                    | Fran Bedingfield | Capítol: "And the Walls Come Tumbling Down" |
| 2013      | Youngers                    | Jessie           | Episode: "A to B and the Apology"           |
| 2013      | Toast of London             | Charlotte        | Episode: "Vanity Project"                   |
| 2014      | Silent Witness              | Hannah Kennedy   | 2 capítols                                  |
| 2014      | Mr Selfridge                | Roxy Starlet     | Episode #2.8                                |
| 2017-2018 | Star Wars Forces of Destiny | Rey              | Veu 7 episodis                              |

### Curts
| Any  | Títol           | Paper | Notes |
| ---- | --------------- | ----- | ----- |
| 2013 | "Lifesaver"     | Jo    |       |
| 2013 | "Blue Season"   | Sarah |       |
| 2013 | "100% BEEF"     |       |       |
| 2013 | "Crossed Wires" | Her   |       |

### Vídeo musicals
| Any  | Artista | Títol       | Paper |
| ---- | ------- | ----------- | ----- |
| 2013 | Wiley   | "Lights On" | Kim   |

### Videojoc
| Any  | Títol                             | Paper | Notes                                |
| ---- | --------------------------------- | ----- | ------------------------------------ |
| 2015 | Disney Infinity 3.0               | Rey   | Star Wars: The Force Awakens playset |
| 2016 | Lego Star Wars: The Force Awakens | Rey   |                                      |
| 2017 | Star Wars Battlefront II          | Rey   |                                      |
| 2020 | The Dawn of Art                   | Guia  |                                      |
| 2021 | 12 Minutes                        |       |                                      |
| 2021 | Baba Yaga                         | Magda |                                      |